# Lijst van burgemeesters van Elst
Dit is een lijst van burgemeesters van de voormalige Nederlandse gemeente Elst tot die per 1 januari 2001 fuseerde met Heteren en Valburg tot de nieuwe gemeente Overbetuwe.
| Ambtsperiode | Naam burgemeester                                   | Partij of stroming | Bijzonderheden                                  |
| ------------ | --------------------------------------------------- | ------------------ | ----------------------------------------------- |
| 1811 - 1817  | L. Mulder                                           |                    | eerst maire                                     |
| 1818 - 1824  | Mr. J. Vermasen                                     |                    | schout                                          |
| 1824 - 1840  | A.W. van IJsseldijk                                 |                    | eerst schout                                    |
| 1840 - 1852  | L.H.F. Mossel                                       |                    | voor- en nadien burgemeester van Hengelo (Gld.) |
| 1852 - 1870  | H.L.J. Römer                                        |                    |                                                 |
| 1870 - 1879  | S.J.O.P. Gualthérie van Weezel                      |                    |                                                 |
| 1880 - 1882  | Jhr. R.W.J. van Pabst van Bingerden                 |                    |                                                 |
| 1882 - 1910  | G.W.A.W. baron van der Feltz                        |                    |                                                 |
| 1911 - 1931  | Mr. Ernst (E.O.J.) baron van Hövell tot Westerflier |                    |                                                 |
| 1931 - 1942  | Willem (W.Th.) de Leeuw                             |                    |                                                 |
| 1942 - 1944  | dr. N.W. Bruijnis                                   | NSB                |                                                 |
| 1944 - 1946  | C.B. Alsche                                         |                    | waarnemend                                      |
| 1946 - 1967  | W.M.C. Klijn                                        |                    |                                                 |
| 1967 - 1967  | dr. Jos (J.C.M.) Sweens                             | KVP                | waarnemend                                      |
| 1967 - 1980  | Frans (F.W.M.) baron van Hövell tot Westerflier     | KVP                |                                                 |
| 1980 - 2001  | mr. Haye (H.T.M.) Galama                            | CDA                |                                                 |